# 다겐스 뉘헤테르
《다겐스 뉘헤테르》(Dagens Nyheter→일일 소식)는 스웨덴에서 발행되는 일간 신문이다. 1864년에 창간되었다.

## 개요
이 신문의 발행 부수는 스웨덴의 조간 신문 《예테보리스 포스텐》, 《스벤스카 다그블라데트》를 제치고 가장 많으며, 스웨덴 전역 구독자에 배달되는 유일한 조간 신문이다. 2013년 기준으로 발행부수는 282,800부이다.
첫 호는 1864년 12월 23일에 발행되었다.